# Yongsŏng-guyŏk (grannskap)
Yongsŏng-guyŏk är ett grannskap i Nordkorea. Det ligger i den centrala delen av landet, 180 km nordost om huvudstaden Pyongyang.